# Saint Lawrence
Saint Lawrence (Jèrriais St Louothains) - Okręg (parish) na wyspie Jersey, jednej z Wysp Normandzkich. Parish St. Lawrence leży w środkowej części wyspy. 